# Osiedle Północ II (Suwałki)
Osiedle Północ Drugie – część miasta i osiedle w Suwałkach.
Osiedle znajduje się przy ulicach Pułaskiego i Reja.  Na terenie osiedla Północ II znajdują się między innymi supermarkety, stacje benzynowe, placówki oświatowe. Budowę osiedla zapoczątkowano w latach 70. Na osiedlu znajduje się szpital wojewódzki wybudowany w latach 80.

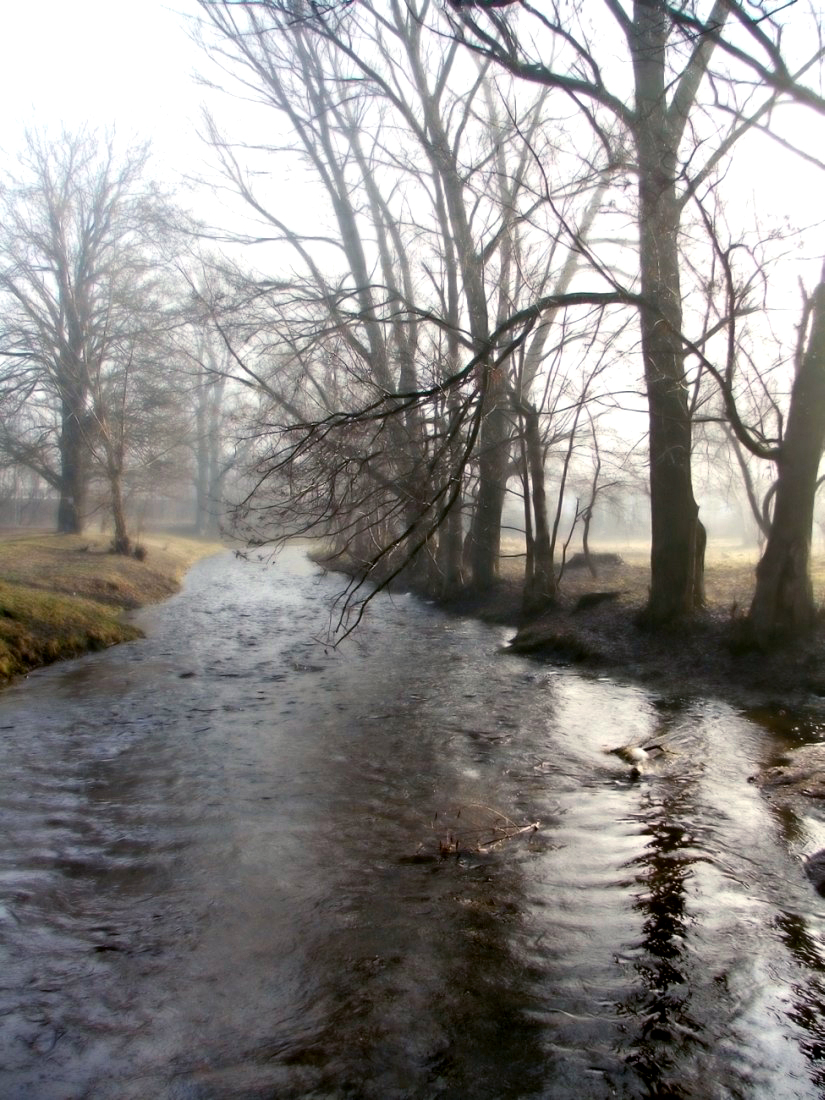
Czarna Hańcza w Suwałkach Osiedle II i sołectwo Krzywólka